# Griffin (Indiana)
Griffin – miasto w Stanach Zjednoczonych, w stanie Indiana, w hrabstwie Posey.